# Eupithecia orana
Eupithecia orana är en fjärilsart som beskrevs av Karl Dietze 1910. Eupithecia orana ingår i släktet Eupithecia och familjen mätare. Inga underarter finns listade i Catalogue of Life.